# Lakeville (Maine)
Lakeville – miasto w Stanach Zjednoczonych, w stanie Maine, w hrabstwie Penobscot.